# Backstrom
Backstrom es una serie de televisión estadounidense transmitida por Fox desde el 22 de enero hasta el 30 de abril de 2015. El 8 de mayo de 2015, la serie fue cancelada tras la emisión de una única temporada.

## Argumento
La serie se centra en Everett Backstrom (Rainn Wilson), un "obeso, ofensivo e irascible" detective del Departamento de Policía de Portland que se dedica a una lucha constante con sus tendencias autodestructivas, y es parte de un excéntrico equipo de criminólogos.

## Elenco

### Elenco principal
- Rainn Wilson[3] como Everett Backstrom.
- Genevieve Angelson como Sargento Nicole Gravely.
- Page Kennedy como Frank Moto.
- Kristoffer Polaha como Peter Niedermayer.
- Dennis Haysbert como John Almond.
- Beatrice Rosen como Nadia Paquet.
- Thomas Dekker como Gregory Valentine.

### Elenco recurrente
- Ben Hollingsworth como Steve Kines.
- Sarah Chalke como Amy Gazanian.
- Inga Cadranel como Anna Cervantes.
- Rizwan Manji como Doctor Deb.
- Robert Forster como Sheriff Blue Backstrom.

## Episodios
| N.º | Título                                      | Dirigido por       | Escrito por             | Fecha de emisión original | Audiencia (millones) |
| --- | ------------------------------------------- | ------------------ | ----------------------- | ------------------------- | -------------------- |
| 1   | «Dragon Slayer»                             | Mark Mylod         | Hart Hanson             | 22 de enero de 2015       | 7,98                 |
| 2   | «Bella»                                     | Alex Chapple       | Joe Hortua              | 29 de enero de 2015       | 5,32                 |
| 3   | «Takes One to Know One»                     | Randy Zisk         | Hart Hanson             | 5 de febrero de 2015      | 3,64                 |
| 4   | «I Am a Bird Now»                           | David Boyd         | Karyn Usher             | 12 de febrero de 2015     | 4,39                 |
| 5   | «Bogeyman»                                  | Jeff Woolnough     | Eli Attie & Hart Hanson | 19 de febrero de 2015     | 3,54                 |
| 6   | «Ancient, Chinese, Secret»                  | Sarah Pia Anderson | Thomas Wong             | 26 de febrero de 2015     | 3,81                 |
| 7   | «Enemy of My Enemies»                       | Jace Alexander     | Andrew Miller           | 5 de marzo de 2015        | 3,90                 |
| 8   | «Give 'Til It Hurts»                        | Rob Hardy          | Karine Rosenthal        | 26 de marzo de 2015       | 3,58                 |
| 9   | «The Inescapable Truth»                     | Michael Offer      | Eli Attie               | 2 de abril de 2015        | 3,16                 |
| 10  | «Love Is a Rose and You Better Not Pick It» | Kevin Hooks        | Joe Hortua              | 9 de abril de 2015        | 3,29                 |
| 11  | «I Like to Watch»                           | Adam Arkin         | Karine Rosenthal        | 16 de abril de 2015       | 3,39                 |
| 12  | «Corkscrewed»                               | Jeffrey Walker     | Andrew Miller           | 23 de abril de 2015       | 3,00                 |
| 13  | «Rock Bottom»                               | Kevin Hooks        | Hart Hanson             | 30 de abril de 2015       | 2,80                 |